# Neozimiris exuma
Espèce
Neozimiris exuma est une espèce d'araignées aranéomorphes de la famille des Prodidomidae.

## Distribution
Cette espèce est endémique des îles Exumas aux Bahamas,.

## Description
Le mâle holotype mesure 2,38 mm.

## Systématique et taxinomie
Cette espèce a été décrite par Platnick et Shadab en 1976.

## Étymologie
Son nom d'espèce lui a été donné en référence au lieu de sa découverte, Great Exuma.

## Publication originale
- Platnick & Shadab, 1976 : « A revision of the spider genera Lygromma and Neozimiris (Araneae, Gnaphosidae). » American Museum novitates, no 2598, p. 1-23 (texte intégral).